# Bernhard von Kerssenbrock
Bernhard Simon von Kerssenbrock (* 25. Februar 1800 in Mönchshof; † 25. Januar 1872 in Helmsdorf) war ein deutscher Kommunalpolitiker. 

## Leben
Seine Eltern waren der Landrat Wilhelm von Kerssenbrock und dessen zweite Ehefrau Luise von Bülow-Helmsdorf (* 1783; † 1857), welche auch gutsherrliche Anteile im Landkreis Mansfeld besaß. Der hessische Generalleutnant Bernhard Simon von Kerssenbrock (* 1639; † 1714) war ein direkter Vorfahre.
Bernhard war von 1827 bis kurz vor seinem Tod 1871 Landrat des preußischen Mansfelder Seekreises und folgte seinem Vater im Landratsamt.
Bernhard, auch Bernhard Simon, war zweimal verheiratet, zuerst mit Antonie von Alvensleben (* 1809; † 1834), dann mit Helene von Münchhausen-Hettstedt (* 1818; † 1894). Aus erster Ehe stammten die Kinder Bodo (* 1833; † 1879), Zögling der Ritterakademie Brandenburg und dann mehrfacher Gutsherr; und Antonie (* 1834; † 1858), Ehefrau des Adolf von Krosigk-Eichenbarleben. Aus der zweiten Ehe stammten die Töchter Hedwig und Lucia (* 1848; † 1848), welche wechselnd in Potsdam und Rom lebten, auch zusammen mit ihrer Mutter.
Er war Ehrenritter des Johanniterordens.